# 줄리아 켄트
줄리아 켄트(Julia Kent, 1961년 1월 26일 ~ )는 캐나다의 첼로 연주자, 작곡가이다.